# Jack Young (autóversenyző)
Jack Young (Belfast, Észak-Írország, 2001. október 11. –) észak-ír autóversenyző.

## Pályafutása
Pályafutását gokartozással kezdte, 2011-ben pedig meg nyerte a Honda Super 1 National Honda Cadet bajnokságot.
Miután a gokartozást abbahagyta 2017-ben 165 gyűjtött pontjával megnyerte a nyolc futamból álló Brit Renault Clio Junior-kupát. Az évad során három pole-pozíciót, öt dobogót és egy futamgyőzelmet szerzett.
2018-ban Max Coates előtt megnyerte a Nemzetközi Clio-kupa fináléját is. Mindemellett a szezon második felében szerepelt a Brit Renault Clio-kupában, ahol az összetettbeli 15. helyezést érte el, ehhez hozzájárult az is, hogy a nyolc versenyből amin részt vett három alkalommal is kiesett.
2019-ben már teljes szezont teljesített a sorozatban és meg is nyerte azt, a tizennyolc futam során tizenkétszer pezsgőzhetett a dobogón, ebből hétszer első helyezettként. Az idény során az első számú riválisa ismét Max Coates volt, akit az utolsó hétvégén drámai küzdelemben sikerült legyőznie.
2019-ben bemutatkozott a TCR Európa-kupa sorozatban, ahol Barcelonában az addig alulteljesítő francia John Filippit váltotta a svájci Vuković Motorsport Renault Mégane RS TCR volánjánál. A fiatal brit versenyző az addig általában a mezőny végén szereplő autóval rögtön komoly tempóra volt képes és mindkét versenyen a negyedik helyet szerezte meg. Az évad utolsó hétvégén, Monzában nem tudott részt venni a Brit Renault Clio kupa szezonzáróján való szereplése miatt, ezért a helyére Guilherme Salas érkezett.
2020-ban a Vuković Motorsport szintet lépett és jó teljesítményének köszönhetően teljes szezonos lehetőséget adott neki a gárda vezetője, Milenko Vuković a WTCR mezőnyében is egy továbbfejlesztett Renault Mégane RS TCR EVO modellel. Ezzel ő lett a mezőny legfiatalabb tagja. Két fordulót követően ő volt az egyedüli versenyző, aki nem szerzett pontot, részben technikai hibák miatt. 2020 októberében bejelentették, hogy anyagi problémák miatt távozik a csapattól, helyére pedig a francia Aurélian Comte került a hátralévő 4 versenyhétvégére.
2021-re visszatért a TCR Európa-kupa mezőnyébe, ahol a szlovák Brutal Fish Racing Teamhez írt alá, amely alakulat egy Honda Civic Type R TCR-rel nevezte be. A hollandiai Zandvoortban megszerezte az első-rajtkockát de a versenyen 2. lett. 2021. szeptember 5-én a Nürburgringen eredetileg a 4. pozícióban intették le, azonban még a dobogó ceremónia előtt az előtte célba érő Teddy Clairetet megbüntették, így a 3. helyen rangsorolták. A Monzában rendezett második futamon szintén egy utólagos büntetés után lépett fel a virtuális dobogó legalsó fokára. Az összetett tabellán a 10. helyen végzett 205 ponttal.
2022 márciusában bejelentették, hogy a visszatérő testvérpáros, Mike és Michelle Halder alakulatánál folytatja. Április 30-án a debütáló Algarve aszfaltcsíkon csapattársa hibázott és átvette a vezetést, amivel első győzelmét ünnepelhette a szériában. Az olaszországi Monzában mindkét futamon ő ért el a leggyorsabb köridőt és összességében is az egyik leggyorsabbnak számított a hétvége során. Az évad utolsó fordulójának nyitóversenyén, Barcelonában rajt-cél győzelmet aratott.

## Eredményei

### Karrier összefoglaló
| Év   | Bajnokság                     | Csapat                  | Verseny | Pole | Leggyorsabb kör | Győzelem | Dobogós helyezés | Helyezés | Pont |
| ---- | ----------------------------- | ----------------------- | ------- | ---- | --------------- | -------- | ---------------- | -------- | ---- |
| 2017 | Brit Renault Clio Junior-kupa | MRM                     | 8       | 3    | 3               | 1        | 5                | 1.       | 165  |
| 2018 | Brit Renault Clio-kupa        | MRM                     | 8       | 0    | 1               | 0        | 0                | 15.      | 46   |
| 2019 | Brit Renault Clio-kupa        | MRM                     | 18      | 5    | 6               | 7        | 12               | 1.       | 362  |
| 2019 | TCR Európa-kupa               | Vuković Motorsport      | 2       | 0    | 0               | 0        | 0                | 22.      | 54   |
| 2020 | WTCR                          | Vuković Motorsport      | 3       | 0    | 0               | 0        | 0                | 24.      | 0    |
| 2021 | TCR Európa-kupa               | Brutal Fish Racing Team | 14      | 1    | 2               | 0        | 3                | 10.      | 205  |
| 2022 | TCR Európa-kupa               | Halder Motorsport       | 14      | 1    | 3               | 2        | 2                | 6.       | 246  |

* A szezon jelenleg is zajlik.

### Teljes TCR Európa-kupa eredménysorozata
| Év   | Csapat                  | Autó                   | 1   | 1   | 2   | 2   | 3   | 3   | 4   | 4   | 5    | 5   | 6   | 6   | 7   | 7   | Helyezés | Pont |
| 2019 | Vuković Motorsport      | Renault Mégane RS TCR  | HUN | HUN | HOC | HOC | SPA | SPA | RBR | RBR | OSC  | OSC | CAT | CAT | MNZ | MNZ | 22.      | 53   |
| ---- | ----------------------- | ---------------------- | --- | --- | --- | --- | --- | --- | --- | --- | ---- | --- | --- | --- | --- | --- | -------- | ---- |
| 2019 | Vuković Motorsport      | Renault Mégane RS TCR  |     |     |     |     |     |     |     |     |      |     | 4   | 4   |     |     | 22.      | 53   |
| 2021 | Brutal Fish Racing Team | Honda Civic Type R TCR | SVK | SVK | LEC | LEC | ZAN | ZAN | SPA | SPA | NÜR  | NÜR | MNZ | MNZ | CAT | CAT | 10.      | 205  |
| 2021 | Brutal Fish Racing Team | Honda Civic Type R TCR | 11  | 11  | 56  | Ki  | 21  | 9   | 18† | 13  | 1710 | 3   | Ki2 | 3   | 8   | 12  | 10.      | 205  |
| 2022 | Halder Motorsport       | Honda Civic Type R TCR | ALG | ALG | LEC | LEC | SPA | SPA | NOR | NOR | NÜR  | NÜR | MNZ | MNZ | CAT | CAT | 6.       | 246  |
| 2022 | Halder Motorsport       | Honda Civic Type R TCR | 1   | 11  | 19  | 13  | 8   | 6   | 10  | 6   | Ki   | T   | 11  | 7   | 1   | 5   | 6.       | 246  |

† A versenyt nem fejezte be, de helyezését értékelték, mert a versenytáv több, mint 75%-át teljesítette.

### Teljes WTCR-es eredménysorozata
| 20† | 21† | Ki | Ni |  |  |  |  |  |  |  |  |  |  |  |  |

† A versenyt nem fejezte be, de helyezését értékelték, mert a versenytáv több, mint 75%-át teljesítette.